# Disclosure
Dezvăluirea este un duo de muzică electronică format din frații Howard (născut la 11 mai 1994) și Guy Lawrence (născut la 25 mai 1991). Fratii s-au nascut si au fost crescuti in Reigate, Surrey. Albumul lor de debut, Settle, a fost lansat pe 3 iunie 2013, de către PMR Records si a fost nominalizat drept cel mai bun album de Dance/Electronica  la decernarea premiilor Grammy din 2014. Pe 25 septembrie 2015 au lansat un al doilea album de studio, Caracal, care a fost, de asemenea, nominalizat drept drept cel mai bun album de Dance/Electronica la decernarea premiilor Grammy din 2016.

## Copilarie si adolescenta
Fratii au fost crescuti de parinti muzicieni, tatăl lor fiind un fost cantaret de rock si un actual adjudecător profesionist, iar mama lor a creat jingle-uri, și a fost una dintre primele cantarete care sa cante pentru Armata Britanică, după reusita armatei de a cuceri Insulele Falkland. Guy a început să cânte la tobe la vârsta de trei ani, iar Howard a început să cânte la bas la vârsta de opt ani.De asemenea, amandoi au învățat să cânte la chitară și la pian iar Howard a si invatat să cânte.
Amândoi au fost studenti la facultatea di Reigate, unde au studiat muzica și tehnologia folosita in muzica. La varsta de 15 ani, Howard asculta în principal cantareti de funk, de soul si de maudlin, în timp ce fratele sau asculta in mare parte doar hip-hop, dubstep și fost bateristul unei trupe de indie, din care faceau parte si colegii lui de scoala.

## Cariera
În timpul studiilor la facultatea din Reigate, lui Guy i-a placut sa studieze muzica clasica, in special operele lui Bach si ale lui Claude Debussy. J Dilla, producator si muzician de rap, l-a invatat pe student hip hop si l-a incurajat sa participe la diferite concerte de dubstep. Asta l-a ajutat sa descopere muzica house, gen care i-a placut cel mai mult si pe care il prezinta mai tarziu si fratelui sau. Inluentele principale erau muzicienii Joy Orbison, James Blake, Burial si Mount Kimbie, si genurile Detroit techno, UK garage si 2-step garage.

### 2010-11: Debut
Frații au început sa reproduca melodiile pe care le auzeau deasupra casei de licitatii, care apartinea tatalui lor, si sa le incarce pe Myspace. Asta le-a asigurat un contract cu o casa de inregistrare și un turneu prin Marea Britanie unde au avut ocazia sa remixese live melodiile altor DJ, castigandu-le faima. 
Primul single "Offline Dexteritate" a fost lansat in 29 august 2010. Au semnat cu noua casa de discuri, PMR, in ianuarie 2011, și si-au lansat al doilea lor single, "Carnival"/"I Love...That you Know" in 13 iunie 2011. Aceste single-urile le-a castigat un contract cu Sam Evitt și Jack Street's Method Management, cu care sunt semnati si in present.

### 2012-13: Succes comercial si Settle
In ianuarie 2012 au primit primul suport national semnificativ la statiile de radio cu single-ul "Tandru" / "Flux". Ca urmare al acestui suport, EP-ul The Face, a avut un succes destul de mare. EP-ul include si remixul popular "Running" de Jessie Ware
Prin colaborarea cu alți artiști din PMR, grupul a avut primul lor hit "Latch" in Mare Britanie în octombrie 2012, , în colaborare cu Jimmy Napes și Sam Smith. Hit-ul a ajuns pe locul 11 în UK Singles Chart.
Grupul si-a pastrat succesul pana in 2013 – au fost votati de BBC Radio 1xtra 'Hot Ten for 2013' și a marcat două hit-uri consecutive cu "White Noise" (numărul 2) (cu AlunaGeorge) și "You & Me" (numărul 10) (cu Eliza Doolittle). Aceste trei single-uri au fost adaugate pe un EP, Single. Albumul Settle, inregistrat de PMR Records in data de 3 iunie 2013 a avut un succes comercial și critic, si a ajuns pe locul 1 in UK Albums Chart, fiind ascultata si în multe alte țări din Europa și Australia, și a primit patru stele de catre The Guardian și scorul 9.1 de catre Pitchfork. Duo-ul a participat la Festivalul Glastobury din 2013, iar albumul a fost nominalizat pentru cel mai bun album de Dance la premiile Grammy
În 2013, Disclosure an pornit într-un turneu mondial in peste 40 de orase din Europa, America si Canada, si a participat la festivaluri renumite de muzica precum Coachella Valley Music and Arts Festival, Lollapalooza Music Festival și Sasquatch! Music Festival.

### 2015:Caracal
Ca urmare a succesului mondial al albumului lor de debut, Settle, și al turneului mondial, duo-ul a început să lucreze la al doilea album, Caracal, creat in colaborare cu Sam Smith, Lorde, Gregory Porter, Lion Babe, Kwabs, The Weeknd, Nao, Miguel, Jordan Rakei și Brendan Reilly. Dupa o saptamna de la lansarea, albumul a atins locul 1 in UK Albums Chart.
Toate videourile melodiilor incarcate pe Youtube de catre grup, arata povestea unei tinere dintr-o dystopie sci-fi care, din motive necunoscute, este urmarita de politie.
Trei single-uri au fost lansate antecedent albumului, acestea fiind: "Semn", "Holding On" și "Ros". Au fost lansate doua singl-uri de promovare al albumului: "Dispus și Capabil" și "Clepsidra". Albumul a fost lansat pe 25 septembrie 2015, de către PMR Records și Island Records. Albumul a fost, de asemenea, nominalizat pentru cel mai bun album Dance/Electronica la premiile Grammy in 2016.

## Discografie
- Settle (2013)
- Caracal (2015)
- Energy (2020)
- Alchemy (2023)